# كومبولشا
كومبولشا هي مدينة تقع في ولاية أمهرة،إثيوبيا.